# Skambankt
Skambankt – norweski zespół rockowy grający mieszankę klasycznego rock'n'rolla, punk rocka i hard rocka, którego inspiracją były takie zespoły jak Motörhead, AC/DC i Ramones.

## Historia
Skambankt uformował się w 1994 roku, w rock klubie w Klepp, na południe od Stavanger. Na początku skład zespołu wyglądał następująco: Ted Winters (gitara, wokal), Don Fist (bas), Hans Panzer (perkusja). "Politstat!" ("Państwo policyjne") i "Systemets Makt!" ("Siła Systemu") to utwory, które powstały na jednych z pierwszych prób, a także zostały zagrane na pierwszym koncercie.
W październiku tego samego roku Sambankt wszedł do studia i nagrał dziewięć piosenek. Kopie tego demo w liczbie około 50 zostały rozdane – rozeszły się jak świeże bułeczki. Niestety nikt dzisiaj nie wie, gdzie się znajdują.
Na jesieni 1994 i na wiosnę 1995 zespół zagrał kilka koncertow w Klepp i Stavanger. Tuż po tym Fist zdecydował się na wyjazd do Berlina z zespołem Autobahn Fuckas. Resztę zespołu pochłonęła praca nad innymi muzycznymi przedsięwzięciami, jednymi mniej, innymi bardziej znanymi.
Dziesięć lat później, oryginalny skład zespołu spotkał się na wieczorze kawalerskim w klubie ze sceną zaopatrzoną w pełny zestaw instrumentów. Nieco po północy i spontanicznym koncercie została podjęta decyzja o reaktywacji Skambanktu. Tydzień później muzycy wylądowali w BekkStudio, a jakiś czas później wydali demo, które nie pozostawiało wątpliwości – rzecz była zbyt mocna, żeby nie wydać albumu. Hanz Panzer przekazał perkusję w ręce Toma Skalle, a sam chwycił za gitarę. Zespół wydał swoją pierwszą płytę "Skambankt" w 2004 roku.
Od tego czasu Skambankt zagrał wiele koncertów i pojawił się na wielu festiwalach rockowych w Norwegii, Danii i Niemczech. Największy z nich to koncert na Roskilde Festival w 2005 roku, gdzie zespół zagrał przed dwudziestutysięczną widownią.
W 2005 muzycy wydali EP "Skamania", zawierające 6 nowych piosenek i dwa teledyski. W tym czasie perkusista Tom Skalle został zastąpiony przez Bonesa Wolsmana.
29 stycznia 2007 Skambankt wydał swoją drugą płytę zawierającą 14 utworów, zatytułowaną "Eliksir" i ruszył w kolejną trasę koncertową.

## Skład
- Ted Winters (Terje Winterstø Røthing) – gitara, śpiew
- Hans Panzer (Hans Egil Løe) - gitara
- Don Fist (Tollak Friestad) – gitara basowa
- Bones Wolsman (Børge Henriksen) - perkusja

Frontman zespołu, Terje Vinterstø, gra na pierwszej gitarze w zespole Kaizers Orchestra.

### Byli członkowie
- Tom Skalle (Tom Erik Løe) – perkusja – odszedł z zespołu w 2005

## Dyskografia
1. Skambankt (DogJob, 2004)
2. Skamania (EP, DogJob, 2005)
3. Eliksir (DogJob, 2007)
4. Hardt Regn (DogJob, 2009)